# Jeannette Ng
Jeannette Ng (chinês tradicional: 吳志麗) é uma escritora de fantasia britânica mais conhecida por seu romance de 2017 Under the Pendulum Sun, pelo qual ganhou o Prêmio Sydney J. Bounds de Revelação durante o British Fantasy Awards de 2018. Ela foi também a vencedora do prêmio John W. Campbell Award for Best New Writer em 2019, o qual teve seu nome alterado para Astounding Award for Best New Writer no mesmo ano.

## Vida e Educação
Ng nasceu em Hong Kong e usou seu discurso de aceitação do prêmio John W. Campbell para prestar homenagem aos manifestantes contra o projeto de lei de extradição de Hong Kong.
Ela estudou na Universidade de Durham, e recebeu um mestrado em Estudos Medievais e Renascentistas. Ela mora em Durham, Inglaterra.

## Carreira
O romance de estréia de Ng, Under the Pendulum Sun (publicado pela Angry Robot), de 2017, refere-se a uma viagem fantástica pela Inglaterra gótica de meados do século XIX, e foi selecionado em 2017 para o prêmio Brave New Words da Starburst, e para o Prêmio Robert Holdstock de Melhor Romance de Fantasia no British Fantasy Awards. O romance foi nomeado pelo canal Syfy como um dos "10 melhores livros de ficção científica e fantasia de 2017" e foi incluso na lista de Adam Roberts intitulada "O melhor da ficção científica e fantasia de 2017" no The Guardian e na lista de Jeff Sommers "50 dos Melhores Romances de Ficção Científica e Fantasia já Escritos".
Sua história "Como a árvore dos desejos ganhou sua carapaça de plástico" foi incluída na antologia Not So Stories, publicada em abril de 2018 pela Abaddon Books, e foi descrita pela Starburst como "um tour de force dos talentos da autora". Outros de seus contos foram publicados nas revistas Mythic Delirium e Shoreline of Infinity.
Ng ganhou o prêmio Sydney J Bounds de Revelação no British Fantasy Awards de 2018 pelo romance Under the Pendulum Sun, e foi finalista em 2018 do John W. Campbell Award for Best New Writer, parte do Prémio Hugo.
Em 2019, Ng ganhou o John W. Campbell Award for Best New Writer. Como parte de seu discurso de aceitação, ela se referiu ao homônimo do prêmio, John W. Campbell, como "um puta fascista", provocando debates na comunidade de ficção científica e fantasia. Em 27 de agosto, o editor dos patrocinadores do prêmio, Analog Science Fiction and Fact, anunciou que o prêmio seria renomeado para Astounding Award for Best New Writer.